# さらば青春のご当地コント〜大阪府堺市編〜
『さらば青春のご当地コント〜大阪府堺市編〜』は、NHK総合（関西）で2024年3月14日に放送されたさらば青春の光の冠番組である『さらば青春のご当地コント』（さらばせいしゅんのごとうちこんと）の第1弾。

## 概要
さらば青春の光のNHKにおける初の冠番組。森田哲矢の故郷、大阪府堺市を舞台に、街ブラに加えて、地元の人々とコラボした3本のコント（ご当地コント）を放送した。
2024年5月12日に放送のどーも、NHKで、さらば青春の光が訪ねた街でコントをつくり、笑いで街の魅力を紹介するという地域局の特色ある新たな番組として紹介。。番組ダイジェストとともに、本番組を担当したディレクターの広部公一のインタビューも放送された。
2024年8月4日の18:05〜（日本時間）には「Local Comedy Skits with Saraba Seishun no Hikari “Sakai City,Osaka”」のタイトルでNHKワールドプレミアムで国際放送された。

## 出演者
- さらば青春の光 - 森田哲矢の出身地である堺市が舞台。東ブクロは久しぶりのNHK大阪放送局での仕事となった[4]。
- 坂田心咲（NMB48） - 大阪出身。本番組で、コントに初挑戦した。
- 青原和花（NMB48） - ナレーションを担当。本番組で、初めてナレーションを担当した。
- タケモトコウジ -ナレーションを担当。
- 大阪府堺市のみなさん-それぞれのコントに地元出演者が参加。

## 放送内容
- 堺市役所21階展望室 - オープニングを放送。堺市を一望できる観光スポット。
- 堺のんびりクルーズ - コント「逃走劇」の舞台。堺市内のお堀を遊覧船で巡ることができる。
- 天ぷら大吉 堺東店 - 森田哲矢の思い出の味。食べ終わった後に、味噌汁の具の貝のポイ捨てができる。
- 唐変木 - コント「そば屋」の舞台。森田哲矢の両親が営む。
- 大阪府立東百舌鳥高等学校 - コント「音楽の授業」の舞台。大阪府堺市にある公立の高等学校。森田哲矢の母校。
- 旧堺燈台 - エンディングを放送。大阪府堺市にある木製洋式灯台跡。堺市のシンボルといわれる。